# Tiago Sá
Tiago Sá (Vila Verde, 11 de enero de 1995) es un futbolista portugués que juega en la demarcación de portero en el S. C. Braga de la Primeira Liga.

## Biografía
Tras formarse como futbolista en las categorías inferiores del S. C. Braga, finalmente el 29 de diciembre de 2017 debutó con el primer equipo en la Copa de la Liga de Portugal contra el Portimonense S. C. en un encuentro que finalizó con un resultado de empate a dos.

## Clubes
Actualizado al último partido disputado el 19 de octubre de 2023.
| Club            | País     | Año       | Partidos | Goles |
| --------------- | -------- | --------- | -------- | ----- |
| S. C. Braga "B" | Portugal | 2013-2018 | 127      | 0     |
| S. C. Braga     | Portugal | 2017-     | 58       | 0     |

## Palmarés

### Títulos nacionales
| Título                      | Club        | País     | Año  |
| --------------------------- | ----------- | -------- | ---- |
| Copa de la Liga de Portugal | S. C. Braga | Portugal | 2020 |
| Copa de Portugal            | S. C. Braga | Portugal | 2021 |
| Copa de la Liga de Portugal | S. C. Braga | Portugal | 2024 |